# 소켓 AM4
소켓 AM4(Socket AM4)는 젠(젠+, 젠 2 포함)과 엑스카베이터를 기반으로 조립되는 AMD의 중앙 처리 장치에 사용되는 CPU 소켓이다.
AM4는 2016년 9월 런칭하였으며 싱글 플랫폼으로서 AM3+, FM2+, FS1b 소켓을 대체하기 위해 설계되었다. 1331개의 핀 슬롯이 있으며 DDR4 호환 메모리를 지원하는 AMD의 최초의 소켓이며 고가 CPU(이전에 소켓 AM3+ 사용)와 AMD의 로우엔드 APU(다양한 기타 소켓) 간의 통일된 호환성을 달성하였다.

## 기능

X370 칩셋은 여러 대의 그래픽 카드를 지원한다. 그러나 사용 가능한 PCIe 레인의 수는 CPU/APU에 따라 달라진다.

- 젠 (젠+, 젠 2 포함) 계열의 CPU 및 APU (라이젠, 애슬론), 일부 A-시리즈 APU와 애슬론 X4 CPU(엑스카베이터 마이크로아키텍처 기반의 브리스톨 브리지) 지원
- PCIe 3.0[5] 및 4.0[6] 지원
- 듀얼 채널 구성의 DDR4 SDRAM에서 최대 4개 모듈 지원[5]

## 칩셋
소켓 AM4는 현재 6 칩셋 모델 기반이다. 이 소켓의 프로세서들이 전통적인 노스브리지와 사우스브리지와 더불어 SoC로 설계되었으나 이 메인보드 칩셋은 PCI 익스프레스 레인과 기타 접속 옵션의 수를 증설해 놓았다. 이 접속 옵션은 다음을 포함한다: NVMe, SATA, USB 3.2 Gen 2.

## 같이 보기
- 라이젠
- 젠 (마이크로아키텍처)
- 젠 2
- 소켓 TR4